# 卡梅隆·史密斯
卡梅隆·史密斯（英語：Cameron Smith，1993年8月18日—）是澳大利亞的一位高爾夫球運動員，在2013年轉為職業球手。他曾參加PGA澳大利亞巡迴賽的賽事，現在參加PGA巡迴賽。2017年，他和喬納斯·布里茨特獲得蘇黎世經典賽的冠軍。他是2022年英國高爾夫球公開賽的冠軍得主。

## 外部連結
- Cameron Smith（页面存档备份，存于） at the PGA Tour of Australasia official site
- Template:AsianTour player
- Cameron Smith在PGA巡迴賽的官方網站
- Cameron Smith在男子高爾夫世界排名的官方網站
- Cameron Smith player profile at Golf Australia website
- Wantima golfer set to make his mark at couriermail.com.au
- （页面存档备份，存于）